# 卡米耶·介朗
让-马里·卡米耶·介朗（法語：Jean-Marie Camille Guérin，發音：[ʒɑ̃ maʁi kamij ɡeʁɛ̃]；1872年12月22日—1961年6月9日）是一名法國獸醫、細菌學家和免疫學家，他因與阿尔贝·卡尔梅特一起開發出卡介苗，一種用於免疫結核病的疫苗而知名。

## 生平
介朗出生在普瓦捷的一個普通家庭，父親在1882年死於肺結核（他的妻子也在1918年去世）。1892年至1896年，他在阿爾福國立獸醫學院學習獸醫，在學生時代曾擔任病理學家埃德蒙·諾卡爾的助手。
1897年，介朗進入里爾巴斯德研究所，並開始與該所所長、法國醫生、細菌學家和免疫學家阿尔贝·卡尔梅特一起工作。他開始擔任技術員，負責製備卡爾梅特的血清（防止蛇咬傷的抗蛇毒血清）和防止天花的疫苗。他通過使用兔子作為中間宿主大大改進了後者的生產技術，並開發一種量化這些疫苗剩餘毒力的方法。
介朗於1900年被提升為實驗室主任。此後，1905年至1915年以及1918年至1928年，他與卡爾梅特緊密合作，致力於結核病疫苗的研究，直到卡爾梅特於1933年逝世。
介朗在1905年發現牛的結核桿菌，即牛分枝桿菌，可以對動物進行免疫而不引起疾病。此後，他和卡爾梅特利用連續的培養轉移，開發出減弱分枝桿菌致病活性的方法。1908年，在成功獲得可用於生產疫苗的免疫活性製劑後，他與卡爾梅特發表了被稱為卡介苗的成果。
1919年，介朗再次被提升為服務主管。最後在1921年，經過230次的卡介苗培養後，他們獲得可用於人類的有效疫苗。1928年，他搬至巴黎，成為巴斯德研究所結核病服務部的主任。
eur Institute.
1939年，介朗成為全國防治結核病委員會（Comité National de Défense contre la Tuberculose）的副主席。1948年，他擔任第一屆國際卡介苗大會主席。他還擔任法國獸醫學院院長（1949年）和醫學學院院長（1951年）。1955年，法國科學院授予他科學大獎。
1961年，介朗在巴黎逝世，享年88歲。